# Jurski park 3
Jurski park 3 je američki znanstveno-fantastčni film iz 2001. godine i treći nastavak iz popularne filmske franšize Jurski park. To je jedini film u serijalu kojeg nije režirao Steven Spielberg i koji nije temeljen na knjizi autora Michaela Crichtona, iako su brojne scene u filmu preuzete iz njegove prve dvije knjige (Jurski park i Izgubljeni svijet). Radnja filma događa se na otoku Isla Sorna na kojem se događa i radnja drugog nastavka, a sve započinje nakon što razvedeni par prevari Dr. Alana Granta kako bi im pomogao pronaći izgubljenog sina.
Nakon uspjeha prvog Jurskog parka, Joe Johnston je zamolio Stevena Spielberga da režira filmsku adaptaciju Izgubljenog svijeta, nastavak Jurskog parka. Spielberg je pristao i obećao da će Johnston režirati kasniji nastavak. Spielberg je na trećem dijelu ostao involviran kao izvršni producent. Tri godine nakon što je u kina pušten Izgubljeni svijet, produkcija za treći nastavak započela je u kolovozu 2000. godine.

## Radnja
Na početku filma, dječak po imenu Eric Kirby (Trevor Morgan) i njegov budući poočim Ben Hildebrand (Mark Harelik), idu na letenje uzgonskim padobranom blizu otoka Sorna s "DINO-SOAR" padobranom. U jednom trenutku, posada na brodu je ubijena (moguće od strane nekog morskog dinosaura). Ben i Eric se sruše na otok. Znanstvenici Alan Grant (Sam Neill) i Ellie Sattler (Laura Dern) nastavili su svoje paleontološke karijere, ali rade nezavisno. Ellie je udata i ima dvoje djece, dok se Grant još uvijek bavi sikapanjem fosila s Billyjem Brennanom (Alessandro Nivola). Grantu priđu Paul (William H. Macy) i Amanda Kirby (Téa Leoni), koji se prave da su bogati i da žele otići na turneju na otok Sorna. Već naručivši avion, oni žele Granta kao vodiča. On je u početku nesiguran, ali se na kraju složi da krene s njima ako će mu platiti.
Grant sumnja da nešto nije u redu kada avion u kojem su on, Billy, Kirbyjevi i trojica plaćenika Udesky (Michael Jeter), Cooper (John Diehl) i M.B. Nash (Bruce A. Young), počne slijetati. Nakon što Amanda iskoristi megafon kako bi dozvala svog sina iz džungle, čuje se urlik i nekoliko hitaca iz puške. Nash i Udesky se pojave vičući da bježe. Avion počne uzlijetati kada se odjednom pojavi Cooper, moleći ih da stanu. Odjednom ga zgrabi ogroman Spinosaurus i ubije ga. Uzlijećući, avion se ogrebe o Spinosaurusa i bez kontrole se zaleti u džunglu i završi na drvetu. Spinosaurus ponovo napadne i otkine prednji dio pilotke kabine, ubivši Nasha. Ostatak aviona padne na tlo gdje Granta, Billyja, Paula, Amandu i Udeskyja ponovo napadne isti spinosaur. Oni uspiju pobjeći kada se dinosauru glava zaglavi između dva drveta. Međutim, oni naiđu na Tyrannosaurusa koji upravo jede svjež ulov. On ih juri nazad u džunglu gdje se spinosaur ponovo pojavi. Dva teropoda se počnu boriti, a pobijedi spinosaur. Preživjeli za to vrijeme pobjegnu. Grant sazna da Kirbyjevi zapravo traže svoga sina, Erica, koji je završio na otoku zajedno s Amandinim zaručnikom, Benom, prije osam tjedana. On odluči da ih vodi prema obali što bi povećalo njihove šanse da budu spašeni. Usput oni otkriju padobran, ali i Benove ostatke. Billy uzme padobran, a Kirbyjevi otkriju nekoliko gnijezda Velociraptora u blizini.
Grupa zatim istraži napušteni InGen gdje ih napadne mužjak Velociraptora. Bježeći, ostatak čopora se pridruži potjeri i Udesky se odvoji od ostalih i napadne ga alfa ženka. Ostali se popnu na drvo. Amanda pokuša pomoći Udeskyju i raptori je gotovo ubiju. Mužjak raptora dovrši Udeskyja slomivši mu vrat. Grant se odvoji od grupe i gotovo ga ubije, ali ga Eric spasi od raptora granatama. On je preživio na otoku od nesreće živeći u napuštenom kamionu za vodu. Sljedećeg jutra putujući džunglom, Eric prepozna zvuk mobilnog telefona svog oca. Dvije grupe se nađu, ali razdvojene velikom ogradom. Paul, zbunjen Ericovim objašnjenjem kako ih je našao, istakne da je mobilni telefon dao Nashu (kojeg je pojeo Spinosaurus). Zvuk telefona se opet čuje i grupa uoči spinosaurusa u blizini, na Ericovoj i Alanovoj strani ograde. Njih dvojica bježe i nađu rupu u ogradi kroz koju prođu. Međutim, spinosaur sruši ogradu i juri ih dok se oni ne sklone u drugoj građevini. Grant sada otkrije da je Billy ukrao dva jaja Velociraptora. Želi ih baciti u rijeku, ali se predomisli i vrati ih u torbu, objasnivši svoj postupak grupi rečenicom "Šta ako nas nađu bez njih?".
Kako bi došli do broda u obližnjoj rijeci, oni moraju proći ogromni aviarij gdje ih napadnu pteranodoni. Koristeći padobran, Billy spasi Erica iz gnijezda pteranodona, ali ga nekoliko odraslih jedinki napadne. Grupa misli da je mrtav. Oni pobjegnu, ali ostave otvorena vrata od aviarija. Grupa nađe brod i idući niz rijeku, ponovo čuju zvuk telefona. Nađu hrpu izmeta u kojoj nađu mobilni telefon. Pojavi se Ceratosaurus i gotovo ih napadne, ali se okrene osjetivši miris izmeta, koji označava teritoriju drugog grabežljivca. Putujući niz rijeku, Spinosaurus se pojavi u vodi i napadne ih. Grant pokuša nazvati Ellie, ali povučen je ispod površine vode i samo uspije reći "Rijeka! Nalazište B! Rijeka!". Paul se popne na vrh obližnjeg krana kako bi odvukao pažnju dinosauru, a Grant ispali baklju koja zapali ulje na površini vode, što uplaši dinosaura.
Grupa je blizu obale kada se raptori ponovo pojave, želeći svoja jaja nazad. Izbjegavajući bilo kakav nagao pokret, Grant kaže grupi da kleknu. Zatim izvuče jaja i u Billyjevoj torbi nađe prototip rezonantne šupljine raptora (koja je napravljena ranije tijekom filma). Grant imitira glasanje Velociraptora, što uznemiri čopor. Zatim se čuje zvuk helikoptera i raptori pobjegnu, noseći jaja sa sobom. Na plaži se pojave marinci i vojska. Grupa uđe u helikopter i Grant susretne Billyja, koji je bio samo ozlijeđen tijekom napada pteranodona. Dok helikopter uzlijeće, pojave se tri pteranodona u daljini. Eric pita Granta gdje bi mogli ići, a Grant zaključi da traže nova gnijezdilišta. Paul je zadovoljan što napokon idu kući; film završava tako što pteranodoni odlete među oblake.

## Produkcija
Joe Johnston je bio zainteresiran za nastavak Jurskog parka i prišao je prijatelju Steven Spielbergu oko projekta. Budući da je Spielberg želio sam režirati nastavak, obećao je Johnstonu da će on režirati sljedeći dio, ako ga ikad bude. Snimanje trećeg nastavka odobreno je u kolovozu 1999. godine, a temeljio se na priči Stevena Spielberga u kojoj je glavni lik bio Alan Grant koji je osam godina živio na drveću i proučavao dinosaure na jednom od otoka. Johnston nikad nije imao konkretan koncept cijele priče za treći nastavak, osim činjenice da će to biti više samostalan film i da će sadržavati puno letećih reptila. 
Produkcija filma započela je 30. kolovoza 2000. godine bez završenog scenarija, a snimanje je obavljeno u Kaliforniji, Oahi i Molokaiju. Glazbu za film skladao je Don Davis kojeg je preporučio John Williams. Williams je također napisao neke nove skladbe za film.
Film je u SAD-u zaradio nešto malo više od 180 milijuna dolara, dok se u ostatku svijeta približio brojci od 370 milijuna dolara ukupne zarade što ga je smjestilo na osmo mjesto najgledanijih filmova te godine. 